# Lex causae
En droit international privé, la lex causae (expression latine voulant dire « loi de la cause », ou « loi désignée pour la cause »), aussi appelé loi désignée, est la loi désignée pour juger un litige (la situation en cause), en cas de conflit potentiel de lois. 

## Dénomination
La formule « loi désignée » est aussi utilisée.

## Cas d'application
La situation typique est celle d'une cause présentant un caractère international. 
Mais historiquement, l'expression concernait aussi des cas communs à plusieurs juridictions, à l'intérieur d'un même pays. 
Un exemple classique est celui de deux personnes de nationalité différente se mariant, l'une achetant une maison dans un pays tiers ; ces deux personnes divorcent, retournent chacune dans leurs pays respectifs et le propriétaire de la maison décide de la vendre ; son conjoint demande alors une indemnité devant le tribunal de son lieu de résidence. Il importe alors de décider quel est le pays (celui de la plaignante, celui du propriétaire, celui où se trouve la maison, etc.) dont la loi devra être invoquée dans le jugement de l'affaire, dans la mesure où les différentes lois possibles ne donnent pas les mêmes résultats.
La « lex causae » est ainsi souvent opposée à la « lex fori », la loi du for, qui est la loi du tribunal saisi. La seconde détermine en général la procédure qui sera suivie, mais c'est la première qui décide sur le fond de l'affaire.

## Conventions internationales
Certaines conventions internationales garantissent une uniformité entre États, par exemple au sein de l'Union européenne, afin de déterminer systématiquement quelle loi sera la loi désignée dans diverses situations. Par exemple le Règlement de Rome I concerne les conflits de lois applicables aux obligations contractuelles.